# Губин, Пётр Михайлович
Пётр Михайлович Губин (1843, с. Апушка Шацкого уезда Тамбовской губернии (ныне Рязанская область) — 1906 (или 1905), там же) — русский дворянин, помещик. Владелец псовой охоты и заводчик охотничьих собак, автор энциклопедического труда «Полное руководство ко псовой охоте». Книга Губина считается самым всеобъемлющим описанием всех аспектов содержания и проведения комплектной охоты, высоко оценена современниками, а в XXI веке характеризуется как не имеющая себе равных.

## Биография
Родился в 1843 году в селе Апушка, в родовом имении. Отец Михаил Петрович, участник русско-персидской (1826—1828) и русско-турецкой (1828—1829) войн, вышел в отставку в чине ротмистра и служил земским исправником Шацкого уезда (до 1847). Мать Евдокия Николаевна. В семье было пять сыновей, Пётр Михайлович был старшим и, по семейной традиции, получил имя деда. Воспитывался в частном учебном заведении, сдал экзамен «по наукам» в 1855 году и был зачислен в штаб 6-го корпуса. 11 марта 1856 произведён в унтер-офицеры Казанского пехотного полка. В 1862 ушёл в отставку в звании портупей-юнкера, с гражданским чином коллежского регистратора, но формально числился на военной службе до 1884 года.
Жил в неофициальном браке с мещанкой из Шацка Екатериной Даниловой, имел незаконнорождённых детей — дочь Варвару (1866 г. р.) и сына Михаила (1869 г. р.). Обвенчался в 1872 году, в браке родился сын Николай, от рождения глухонемой. Решение о причислении незаконнорождённых детей к дворянскому роду Губиных Тамбовское дворянское собрание приняло в 1889 году.
После смерти отца унаследовал имение в Апушке, но из-за долгов был вынужден сдать его в аренду на 10 лет и в 1869—1879 годах жил в Шацке. Как только истёк срок аренды, вернулся с семьёй в имение и почти не выезжал оттуда. Умер в 1906 (или 1905) году, похоронен на деревенском кладбище возле Апушкинской церкви. Из-за уничтожения надгробий в 1930-х годах точное место захоронения неизвестно.
Подобно деду и отцу, П. М. Губин был страстным любителем псовой охоты и разводил охотничьих собак, продолжая вести «свою породу» борзых, заложенную Губиными ешё в 1823 году. Даже переезжая из имения в Шацк, Губин взял с собой псарню из 42 собак — комплектную охоту, включающую должное число гончих и борзых. Много лет он посвятил написанию своего главного труда — всеобъемлющего руководства по псовой охоте, которое увидело свет в 1890 году. Первая публикация Губина — статья с критикой «Записок псового охотника Симбирской губернии» П. М. Мачеварианова — напечатана в журнале «Природа и охота» в 1879 году под заголовком «О псовых и чистопсовых собаках». В последние годы жизни П. М. Губин работал над книгой «Рассказы и случаи из охотничьей жизни псового охотника», но судьба этой рукописи неизвестна.

## «Полное руководство ко псовой охоте»
Книга «Полное руководство ко псовой охоте, составленное Петром Михайловичем Губиным, в 3 частях» была издана на средства автора в 1890 году в типо-литографии М. И. Нейбюргера в Москве (тираж неизвестен) и в 1891 году в типографии А. И. Снегирёвой в Москве (тиражом 550 экземпляров). Толстый том объёмом более 500 страниц был издан на хорошей бумаге, в роскошном переплёте и стоил дорого — 12 рублей 50 копеек, но для людей, способных содержать комплектную псовую охоту, это не было чрезмерной ценой. В 1906 году типография Снегирёвой выпустила 2-е издание «Руководства…».

### Содержание
Книга посвящена великому князю Николаю Николаевичу (младшему) и состоит из предисловия, трёх частей, заключения и алфавитного указателя терминов. Первая часть, «Общие понятия обо всём, относящемся ко псовой охоте», состоит из 28 глав, а также двух приложений — планов построек. Вторая часть, «О собаководстве вообще с точным определением пород борзых и гончих собак», состоит из вступления и 46 глав. Третья часть, «О производстве псовой охоты», состоит из вступления и 37 глав. В «Заключении» автор сетует, что его труд написан «не ко времени», поскольку в скором будущем из-за «раздачи ядов … в среде народа» не будет ни волков, ни лисиц, ни, как следствие, псовых охот.

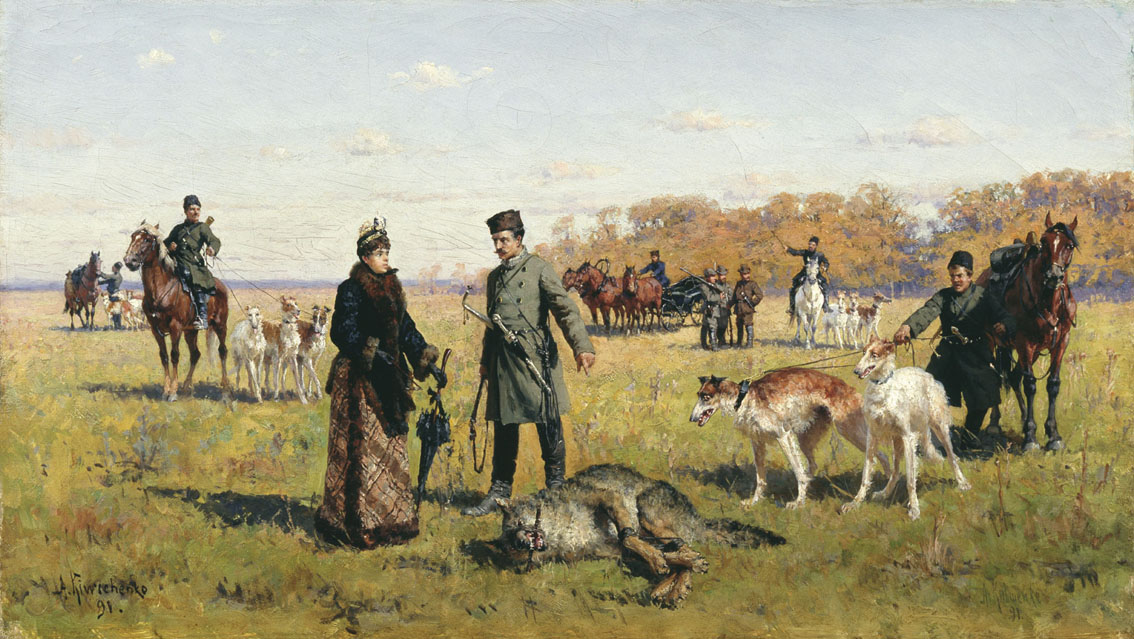
А. Кившенко, «Заструненный волк». 1891

В книге подробно и со знанием дела описаны все мельчайшие аспекты, связанные с производством разных видов псовой (безоружейной) охоты по волку, лисе и зайцу в разных условиях и разное время года; ведением пород борзых и гончих собак, содержанием собак и охотничьих лошадей, кормлением, лечением, воспитанием и натаской; экипировкой действующих лиц псовой охоты, включая фасоны одежды для охоты и изготовление инвентаря своими руками; организацией отношений участников охоты между собой и с окружающими; повадками животных, распознаванием следов, снятием и обработкой шкур. Детально описано и проиллюстрировано собственноручным планом устройство псарного двора для комплектной охоты; с помощью нотной записи продемонстрированы стандартные сигналы, отдаваемые в ходе охоты с помощью охотничьих рогов, и мотивы имитации волчьего воя, которым «подвывалы» выманивают волков из укрытия; целая глава посвящена охотничьей терминологии с толкованием и примерами употребления фраз. Много внимания автор уделяет этике охоты, уважению и взаимопомощи, отношению к собакам, лошадям и дикой природе — всему тому, «что составляет предмет посовой охоты» , в чём заключается, по словам А. П. Каледина, «старинная красивая псовая охота как отображение любви русского человека к природе». Губин надеялся, что его «Руководство…» «для опытных охотников будет служить памятною справочною книгою, а молодых и неопытных научит правильной езде по красному зверю, точному распознаванию и ведению пород борзых и гончих собак и вообще правильному пониманию всего, относящегося ко псовой охоте».

### Отзывы
Книга вызвала самые восторженные отзывы знатоков и любителей охоты. По словам создателя Першинской охоты Д. П. Вальцова, в русской литературе нет «другого сочинения, столь подробно, систематично и основательно трактующего обо всех даже мелочах в организации охоты, столь ясно и практично излагающего правила езды». Л. П. Сабанеев писал, что труд Губина «во всех отношениях надо поставить гораздо выше Мачевариановских „Записок“…», многократно — более 40 раз — на него ссылался и не менее сотни раз включал в свои работы цитаты из «Руководства…», порой довольно обширные, без указания их авторства.
С 1990-х годов книга переиздавалась неоднократно как в виде репринта, так и в современной орфографии. Зоолог, охотник, исследователь русской гончей Р. И. Шиян через 100 лет после первого выхода книги оценил её так: «Работа П. М. Губина основательна, академична и, я не побоюсь сказать, представляет собой истинно научное исследование о псовой охоте, равного которому не было и нет в нашей отечественной литературе». Другой известный охотник и гончатник, Б. И. Марков, назвал труд Губина «энциклопедией псовой охоты, равной которой нет ни в России, ни в мире» и свидетельствовал, что книгой восторгались Н. П. Пахомов, Е. Н. Пермитин и Н. П. Смирнов.